# Bertha Parker Pallan
 (juin 2021).
La mise en forme du texte ne suit pas les recommandations de Wikipédia : il faut le « wikifier ».
Les points d'amélioration suivants sont les cas les plus fréquents. Le détail des points à revoir est peut-être précisé sur la page de discussion.
- Les titres sont pré-formatés par le logiciel. Ils ne sont ni en capitales, ni en gras.
- Le texte ne doit pas être écrit en capitales (les noms de famille non plus), ni en gras, ni en italique, ni en « petit »…
- Le gras n'est utilisé que pour surligner le titre de l'article dans l'introduction, une seule fois.
- L'italique est rarement utilisé : mots en langue étrangère, titres d'œuvres, noms de bateaux, etc.
- Les citations ne sont pas en italique mais en corps de texte normal. Elles sont entourées par des guillemets français : « et ».
- Les listes à puces sont à éviter, des paragraphes rédigés étant largement préférés. Les tableaux sont à réserver à la présentation de données structurées (résultats, etc.).
- Les appels de note de bas de page (petits chiffres en exposant, introduits par l'outil «  Source ») sont à placer entre la fin de phrase et le point final[comme ça].
- Les liens internes (vers d'autres articles de Wikipédia) sont à choisir avec parcimonie. Créez des liens vers des articles approfondissant le sujet. Les termes génériques sans rapport avec le sujet sont à éviter, ainsi que les répétitions de liens vers un même terme.
- Les liens externes sont à placer uniquement dans une section « Liens externes », à la fin de l'article. Ces liens sont à choisir avec parcimonie suivant les règles définies. Si un lien sert de source à l'article, son insertion dans le texte est à faire par les notes de bas de page.
- La présentation des références doit suivre les conventions bibliographiques. Il est recommandé d'utiliser les modèles {{Ouvrage}}, {{Chapitre}}, {{Article}}, {{Lien web}} et/ou {{Bibliographie}}. Le mode d'édition visuel peut mettre en forme automatiquement les références.
- Insérer une infobox (cadre d'informations à droite) n'est pas obligatoire pour parachever la mise en page.

Pour une aide détaillée, merci de consulter Aide:Wikification.
Si vous pensez que ces points ont été résolus, vous pouvez retirer ce bandeau et améliorer la mise en forme d'un autre article.
Bertha Pallan Thurston Cody, née Parker le 30 août 1907 et morte le 8 octobre 1978, est une archéologue américaine, assistante en archéologie au Southwest Museum. Elle est la première archéologue amérindienne, d'origine abénaquise et sénèque.

## Biographie

### Enfance
Bertha (Yeawas) "Birdie" Parker est née en 1907 dans le comté de Chautauqua, New York. Sa mère, Beulah Tahamont (plus tard Folsom), est actrice. Son père, Arthur C. Parker (en), est archéologue et le premier président de la Society for American Archaeology. Ses grands-parents maternels sont les acteurs Elijah "Chief Dark Cloud" Tahamont et Margaret (Dove Eye) Camp.
Ses parents divorcent en 1914 et ses frères et sœurs Tahamont (Elijah, Margaret et Beulah) déménagent à Los Angeles pour travailler dans des films hollywoodiens. Bertha Parker et sa mère jouent dans le spectacle «Pocahontas» avec Ringling Bros. & Barnum & Bailey Circus pendant son adolescence.

### Vie privée
Bertha Parker épouse Joseph Pallan au début des années 1920 et a une fille, Wilma Mae ("Billie") Pallan en 1925. Leur mariage dissous, elle déménage au Nevada pour travailler sur un site archéologique pour le Southwest Museum, dirigé par Mark Raymond Harrington. Harrington avait récemment épousé la tante de Bertha, Endeka Parker. En 1930, au cours de l' expédition Gypsum Cave, Bertha rencontre le paléontologue James Thurston et l'épouse après l'expédition en 1931. Cette même année, le couple tombe malade pendant leur travail dans des grottes de gypse. Parker tombe malade en raison des grandes quantités de guano des cavernes et Thurston décède subitement d'une crise cardiaque en soulevant un rocher sur place,. Cette maladie amène Parker à retourner vivre avec ses parents pendant un certain temps[Combien ?] à Los Angeles,.
Elle est embauchée, d'abord comme secrétaire, puis comme assistante archéologue et ethnologue, pour le Southwest Museum . En 1936, elle épouse l'acteur Espera Oscar de Corti, plus communément connu sous le nom d'Iron Eyes Cody.
En 1942, sa fille de 17 ans, Billie, meurt d'une blessure accidentelle par balle lorsqu'elle visite la ferme de sa grand-mère Beulah. Parker et Iron Eyes adoptent plus tard deux fils, Robert "Tree" Cody et Arthur William Cody (1952–1996). Parker et Iron Eyes sont des figures centrales dans le succès du Los Angeles Indian Center, un lieu de rassemblement pour les Indiens urbains relocalisés à Los Angeles,,. Bertha Parker Pallan meurt en 1978. Sa pierre tombale indique simplement « Mme Iron Eyes Cody »,.

### Carrière archéologique
Mark Raymond Harrington, son oncle, embauche Parker comme cuisinière du camp et secrétaire d'expédition, peu après avoir épousé sa tante Endeka. Elle participe à des fouilles sur le site de Mesa House et d'autres lieux, et Harrington lui enseigne ses méthodes archéologiques sur le terrain. En 1929, elle fait une fouille en solo sur le site pueblo de Scorpion Hill. Les trouvailles ont été exposées au Southwest Museum.
Bertha Parker travaille à Gypsum Cave en 1930,, un site considéré par Harrington comme la plus ancienne preuve de présence humaine en Amérique du Nord pendant le Pléistocène.
En tant que secrétaire de l'expédition, Bertha Parker travaille au nettoyage, à la réparation et au catalogage des trouvailles. Elle explore les espaces de la grotte pendant son temps libre et atteint certaines des crevasses les plus inaccessibles. C'est ainsi qu'elle découvre dans la salle 3 le crâne d'une espèce disparue de paresseux terrestre géant, Nothrotherium shastense Sinclair, ainsi que d'anciens outils humains. Harrington note que cette découverte est la plus importante de l'expédition, car elle attire le soutien d'autres institutions, notamment le California Institute of Technology et plus tard la Carnegie Institution de Washington.
Au cours de cette expédition, Parker découvre également le site de Corn Creek après avoir vu un os de chameau fossile dépassant d'un lit de lac en érosion.
De 1931 à 1941, Bertha travaille comme assistante en archéologie et ethnologie au Southwest Museum. Elle publie un certain nombre d'articles archéologiques et ethnologiques dans la revue du musée, Masterkey, du début des années 1930 aux années 1960. Parmi ces articles, citons "California Indian Baby Cradles", "Kachina Dolls" et plusieurs articles sur la tribu Yurok, dont "Some Yurok Customs and Beliefs".
Bertha Parker Pallan Thurston Cody est l'une des premières archéologues amérindiennes, sans pour autant avoir suivi une formation universitaire,,.

## Publications
Les éléments suivants sont répertoriés tels qu'ils apparaissent dans une liste compilée par Marge Bruchac,,. Masterkey est le journal du Southwest Museum.

### Publiées sous le nom de Bertha Parker Thurston
- Bertha Parker Thurston, Scorpion Hill, vol. VII, Masterkey, 1933, p. 171–177.
- Bertha Parker Thurston, Une nuit dans la maison d'un chaman Maidu, vol. VII, Masterke, 1933, p. 111–115.
- Bertha Parker Thurston, Comment il est devenu un guérisseur, Masterkey, 1934.
- Bertha Parker Thurston, Comment un homme-médecine Maidu a perdu son pouvoir; lié à Bertha Parker Thurston par un herboriste indien Maidu, vol. IX, Masterkey, 1935, p. 28–29.
- Bertha Parker Thurston, Un régal rare lors d'un festin d'homme-médecine Maidu, vol. X, Masterkey, 1936, p. 16–21.

### Publiées sous le nom de Bertha Parker Cody
- Bertha Parker Cody, Une histoire de sorcellerie racontée par un Indien Tewa du Nouveau-Mexique, vol. XIII, Masterkey, 1939, p. 188–189.
- Bertha Parker Cody (tel que raconté par Mandy Wilson de Chico), Un mythe Maidu de la première mort, vol. XIII, Californie, Masterkey, 1939, p. 144.
- Bertha Parker Cody, Un mythe Maidu de la création des femmes indiennes; par Bertha Parker Cody, raconté par Mandy Wilson, Indienne Maidu de Chico, vol. XIII, Californie, Masterkey, 1939, p. 83.
- Bertha Parker Cody, Poupées Kachina, vol. XIII, Masterkey, 1939, p. 25–30[31].
- Bertha Parker Cody, Imitateurs de l'ours Pomo, vol. XIV, Masterkey, 1940, p. 132–137.
- Bertha Parker Cody, Berceaux pour bébés indiens de Californie, vol. XIV (Dépliants du musée du sud-ouest), Southwest Museum, 1940 (lire en ligne), chap. 12, p. 89–96[32].
- Bertha Parker Cody, Photographie : "Amanda Wilson et sa petite-fille", Southwest Museum MSS, 1940[22].
- Bertha Parker Cody, Une note sur l'entretien du panier, vol. XV, Masterkey, 1941, p. 23–24.
- Bertha Parker Cody, Ornements d'or de l'Équateur, vol. XV, Masterkey, 1941, p. 87–95.
- Bertha Parker Cody, Simplement enfilé sur un seul brin, vol. XVI, Masterkey, 1942, p. 175–176.
- Bertha Parker Cody, Quelques coutumes et croyances Yurok, vol. XVII, Masterkey, 1942, p. 81–87.
- Bertha Parker Cody, Quelques coutumes et croyances Yurok, vol. XVI, Masterkey, 1943, p. 157–162.
- Bertha Parker Cody, Enrique franchit la ligne de partage., vol. XXXe (nécrologie), Masterkey., 1955, p. 102.
- Bertha Parker Cody, Clarence Arthur Ellsworth [1885-1961]; peintre doué d'Indiens, vol. XXXV, Masterkey, 1961, chap. 1, p. 75–77.

### Publiées sous le nom de son interviewée yurok, Jane Van Stralen
- Jane Van Stralen, Contes Yurok, racontés par Jane Van Stralen à Bertha Parker Cody, vol. XV, Masterkey, 1941, p. 228–231.
- Jane Van Stralen, La danse des barrages de poissons Yurok; racontée par Jane Van Stralen à Bertha Parker Cody, vol. XVI, Masterkeye, 1942, p. 81–86.